# Flux lumineux
Le flux lumineux est la grandeur photométrique qui caractérise la puissance lumineuse d'une source, telle qu'elle est perçue par l'œil humain. Le flux lumineux est le flux énergétique, c'est-à-dire la puissance électromagnétique rayonnée, pondéré par la sensibilité de l'œil humain, normalisée par la fonction d'efficacité lumineuse spectrale, aux différentes longueurs d'onde.
En effet, un rayonnement électromagnétique monochromatique produit une sensation visuelle d'intensité très variable selon la longueur d'onde, et une sensation nulle en dehors du spectre visible. Les rayonnements invisibles pour l’œil humain, tels que les  infrarouges et ultraviolets, qui peuvent pourtant cumuler une puissance rayonnée considérable dans de nombreux cas, n'ont aucune influence dans le calcul ou la mesure du flux lumineux.
Il peut s'agir du flux total émis par une source – les fabricants de lampes électriques renseignent la valeur du flux total émis au côté de la puissance électrique consommée et de la température de couleur – ou du flux émis dans une portion limitée de l'espace – dans les instruments optiques, les diaphragmes, en interceptant une partie du faisceau lumineux, permettent de régler le flux reçu par un capteur ou un détecteur.

## Définition

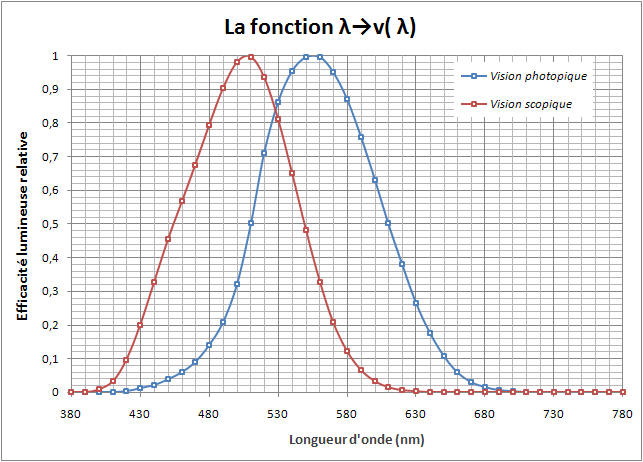
Fonctions d'efficacité lumineuse spectrale relative photopique V(λ) et scotopique V′(λ).

Le flux lumineux est la grandeur fondamentale en photométrie, : elle permet de définir toutes les autres grandeurs photométriques.
Il est défini à partir du flux énergétique {\displaystyle \Phi _{\mathrm {e} }} (exprimé en watts) plus souvent nommé puissance rayonnée. Ce dernier est un flux d'énergie rayonnée : {\displaystyle \Phi _{\mathrm {e} }={\frac {\mathrm {d} Q_{\mathrm {ray} }}{\mathrm {d} t}}}, où {\displaystyle Q_{\mathrm {ray} }} est l'énergie rayonnée, exprimée en joules (J).
En photométrie, pour tenir compte de la sensibilité de l'œil humain, différente à chaque longueur d'onde du rayonnement, on corrige la puissance du rayonnement électromagnétique en le pondérant par une fonction d'efficacité lumineuse spectrale. Ces fonctions sont définies par des valeurs tabulées et deviennent nulles pour l'infrarouge ou l'ultraviolet qui se situent hors du domaine du spectre visible. Elles diffèrent selon le domaine de vision dans lequel on se trouve : vision diurne ou nocturne.

### Vision photopique
En vision photopique (diurne) :
{\displaystyle \Phi _{\mathrm {v} ,\lambda }(\lambda )=\Phi _{\mathrm {e} ,\lambda }(\lambda )\,K(\lambda )=\Phi _{\mathrm {e} ,\lambda }(\lambda )\,K_{\mathrm {m} }\,V(\lambda )},
où
- {\displaystyle K(\lambda )} est la fonction d'efficacité lumineuse spectrale photopique ;
- {\displaystyle K_{\mathrm {m} }=} 683 lm/W est l'efficacité lumineuse spectrale maximale photopique selon la définition de la candela[4] ; elle correspond à une fréquence de 540 THz, c'est-à-dire à une longueur d'onde de très proche de 555 nm dans l'air (jaune–vert)[5] ;
- {\displaystyle V(\lambda )}, aussi notée {\displaystyle {\overline {y}}(\lambda )} en colorimétrie, est l'efficacité lumineuse spectrale relative photopique, sans dimension.
- {\displaystyle \Phi _{\mathrm {e} ,\lambda }={\frac {\mathrm {d} \Phi _{\mathrm {e} }}{\mathrm {d} \lambda }}} est la densité spectrale de flux énergétique[a], en watts par mètre (W/m) ;
- {\displaystyle \Phi _{\mathrm {v} ,\lambda }(\lambda )} est la densité spectrale de flux lumineux, en lumens par mètre (lm/m) ;

Pour une lumière polychromatique, le flux lumineux d' est obtenu par intégration :
{\displaystyle \Phi _{\mathrm {v} }=\int _{0}^{\infty }\Phi _{\mathrm {e} ,\lambda }(\lambda )\,K(\lambda )\,\mathrm {d} \lambda =K_{\mathrm {m} }\int _{0}^{\infty }\Phi _{\mathrm {e} ,\lambda }(\lambda )\,V(\lambda )\,\mathrm {d} \lambda .}
Cette expression est souvent considéré de façon incorrecte comme l'interprétation de la loi d'Abney qui lui est proche.

### Vision scotopique
En vision scotopique (nocturne), les expressions sont identiques, seule la fonction d'efficacité lumineuse spectrale utilisée est différente compte tenu du fait que seuls les bâtonnets fonctionnent :
{\displaystyle \Phi _{\mathrm {v} ,\lambda }(\lambda )=\Phi _{\mathrm {e} ,\lambda }(\lambda )\,K'(\lambda )=\Phi _{\mathrm {e} ,\lambda }(\lambda )\,K'_{\mathrm {m} }\,V'(\lambda )},
où
- {\displaystyle K'(\lambda )} est la fonction d'efficacité lumineuse spectrale scotopique ;
- {\displaystyle K'_{\mathrm {m} }=} 1 700,05 lm/W[réf. nécessaire] est l'efficacité lumineuse spectrale maximale scotopique, correspondant à une fréquence de 590 THz, c'est-à-dire à une longueur d'onde de 507 nm dans l'air ;
- {\displaystyle V'(\lambda )} est l'efficacité lumineuse spectrale relative scotopique, sans dimension.
- {\displaystyle \Phi _{\mathrm {e} ,\lambda }} est la densité spectrale de flux énergétique, en watts par mètre (W/m) ;
- {\displaystyle \Phi _{\mathrm {v} ,\lambda }(\lambda )} est la densité spectrale de flux lumineux, en lumens par mètre (lm/m) ;

Par intégration sur le domaine visible, le flux lumineux pour une lumière polychromatique :
{\displaystyle \Phi _{\mathrm {v} }=\int _{0}^{\infty }\Phi _{\mathrm {e} ,\lambda }(\lambda )\,K'(\lambda )\,\mathrm {d} \lambda =K'_{\mathrm {m} }\int _{0}^{\infty }\Phi _{\mathrm {e} ,\lambda }(\lambda )\,V'(\lambda )\,\mathrm {d} \lambda .}

## Unité
L'unité SI de flux lumineux est le lumen, symbole lm. Le nom lumen est construit sur le mot latin signifiant lumière. Il équivaut a un candela-stéradian et a pour dimension J.

## Ordres de grandeur
Les efficacités lumineuses des différentes sources d'éclairage peuvent varier selon que la puissance est essentiellement émise dans la zone proche du maximum de sensibilité (cas d'une lampe fluorescente, d'une diode électroluminescente) ou essentiellement hors du visible et en particulier dans les infrarouges (cas d'une lampe à incandescence ou d'une lampe à incandescence halogène).
- Lampe halogène 70 W : Φv = 1 200 lm[7].
- Lampe éclairage urbain (sodium haute pression) 400 W : Φv = 28 000 lm[7].
- Lampe projecteur de cinéma (xénon) 2 000 W : Φv = 80 000 lm[8].

Une bougie d'intensité 1 cd émettant de façon supposée isotrope (identique dans toutes les directions) émet un flux lumineux Φv = 12,6 lm.
|                                               | SI grandeurs photométriques | v · d · m                       |                      |              | |
| Grandeur                                      | Grandeur                    | Unité                           | Unité                | Dimension    | Notes |
| Nom                                           | Symbole                     | Nom                             | Symbole              | Dimension    | Notes |
| Quantité de lumière                           | Qv                          | lumen-seconde                   | lm⋅s                 | T⋅J          | Le lumen-seconde est parfois appelé le talbot.                                                                                        |
| Flux lumineux                                 | Φv                          | lm (= candela stéradian)        | lm (= cd⋅sr)         | J            | Quantité de lumière par unité de temps                                                                                                |
| Intensité lumineuse                           | Iv                          | candela (= lumen par stéradian) | cd (= lm/sr)         | J            | Flux lumineux par unité d'angle solide                                                                                                |
| Luminance                                     | Lv                          | candela par mètre carré         | cd/m2 (= lm/(sr⋅m2)) | L−2⋅J        | Flux lumineux par unité d'angle solide par unité de surface de source projetée. Le candela par mètre carré est parfois appelé le nit. |
| Éclairement lumineux                          | Ev                          | lux (= lumen par mètre carré)   | lx (= lm/m2)         | L−2⋅J        | Flux lumineux incident sur une surface                                                                                                |
| Exitance lumineuse                            | Mv                          | lumen par mètre carré           | lm/m2                | L−2⋅J        | Flux lumineux émis depuis une surface                                                                                                 |
| Exposition lumineuse                          | Hv                          | lux-seconde                     | lx⋅s                 | L−2⋅T⋅J      | Éclairement lumineux intégré en fonction du temps                                                                                     |
| Densité de quantité de lumière                | ωv                          | lumen-seconde par mètre cube    | lm⋅s/m3              | L−3⋅T⋅J      | |
| Efficacité lumineuse (d'un rayonnement)       | K                           | lumen par watt                  | lm/W                 | M−1⋅L−2⋅T3⋅J | Quotient du flux lumineux sur le flux énergétique                                                                                     |
| Efficacité lumineuse (d'une source)           | η                           | lumen par watt                  | lm/W                 | M−1⋅L−2⋅T3⋅J | Quotient du flux lumineux sur la puissance consommée                                                                                  |
| Coefficient lumineux                          | V                           |                                 |                      | 1            | Efficacité lumineuse normalisée par l'efficacité maximale possible                                                                    |
| Voir aussi : - SI - Photométrie - Radiométrie |                             |                                 |                      |              | |

1. ↑  Les symboles dans cette colonne dénotent les dimensions; "L", "T" and "J" correspondent à la longueur, la durée et l'intensité lumineuse, et non les symboles des unités litre, tesla and joule.
2. ↑  Les Organismes de normalisations recommendent que les grandeurs photométriques soient dénotées avec un "v" (pour "visible") afin d'éviter la confusion avec les grandeurs radiometriques ou de photons. Par exemple : USA Standard Letter Symbols for Illuminating Engineering USAS Z7.1-1967, Y10.18-1967
3. 1 2 3  Symboles alternatifs parfois utilisés: W pour la quantité de lumière, P ou F pour le flux lumineux, et ρ pour l'efficacité lumineuse d'une source.

## Mesure
La mesure du flux lumineux passe par celle de l'éclairement lumineux d'une surface de référence. La découverte au XIXe siècle de l'effet photoélectrique, a permis au XXe siècle le développement d'appareils portables, donnant directement une mesure de l'éclairement lumineux.
Auparavant et depuis le milieu du XIXe siècle, furent mis au point des photomètres permettant de quantifier l'éclairement, par comparaison avec une source prise comme référence. On comparait visuellement la luminance de deux écrans de même taille dont l'un est éclairé par une source étalon. Le cas de la comparaison visuelle permet d'exposer le raisonnement, sans se préoccuper de la pondération des longueurs d'onde.

## Calculs simples

### Intensité lumineuse et flux lumineux
La relation entre intensité lumineuse {\displaystyle I_{\mathrm {v} }} en candela (cd) d'un faisceau et flux lumineux {\displaystyle \Phi _{\mathrm {v} }} qui en est la cause, fréquemment utilisée pour résoudre des problèmes simples, est :
{\displaystyle \Phi _{\mathrm {v} }=I_{\mathrm {v} }\cdot \Omega },
où Ω est l'angle solide, en stéradians (sr), dans lequel le flux lumineux est concentré, l'intensité lumineuse obtenue étant d'autant plus grande que l'angle solide du pinceau est étroit. Cette formule n'est valable que si l'intensité lumineuse est uniforme sur tout l'angle solide considéré.

### Éclairement et flux lumineux
L'éclairement lumineux moyen {\displaystyle E_{\mathrm {v} \ \mathrm {moy} }} en lux (lx) d'une surface s'exprime comme le rapport du flux reçu par l'aire {\displaystyle S} :
{\displaystyle E_{\mathrm {v} \ \mathrm {moy} }={\frac {\Phi _{\mathrm {v} \ \mathrm {recu} }}{S}}}.

### Exitance et flux lumineux
L'exitance lumineuse moyenne {\displaystyle M_{\mathrm {v} \ \mathrm {moy} }} en lumens par mètre carré (lm/m2) d'une surface s'exprime comme le rapport du flux émis par l'aire {\displaystyle S} :
{\displaystyle M_{\mathrm {v} \ \mathrm {moy} }={\frac {\Phi _{\mathrm {v} \ \mathrm {{\acute {e}}mis} }}{S}}}.